# Diamond Vale
Diamond Vale es una localidad de Trinidad y Tobago, que forma parte de la región de Diego Martín.

## Geografía
La localidad abarca parte de la isla Trinidad y limita al norte con Green Hill Village y St. Lucien Road, al sur con Diego Martín, al este con St. Lucien Road y al oeste con Covigne e Industrial Estate.

## Demografía
Datos demográficos de la localidad de Diamond Vale:
| Gráfica de evolución demográfica de Diamond Vale entre 2000 y 2011 |
|                                                                    |